# Wojciech Kotowski
Wojciech Zbigniew Kotowski (ur. 9 września 1950 w Warszawie, zm. 7 kwietnia 2025) – biegły, ekspert z zakresu bezpieczeństwa w ruchu drogowym, społecznik, autor wielu monografii, komentarzy i artykułów. Syn Witolda Kotowskiego, profesora inżyniera Politechniki Warszawskiej i Ireny Kotowskiej z d. Kwaśniewska.

## Kariera zawodowa
Absolwent Wyższej Szkoły Menadżerskiej w Warszawie, gdzie uzyskał tytuł magistra administracji bezpieczeństwa publicznego. W 1978 zawodowo związał się z organami prokuratury. Pełnił funkcję sekretarza redakcji Problemów Praworządności. Wojciech Kotowski był współtwórcą ukazującego się od stycznia 1995 periodyku prawniczego Prokuratura i Prawo w którym pełni funkcję sekretarza redakcji i redaktora odpowiedzialnego. W 1990 w ramach Instytutu Wymiaru Sprawiedliwości pracował w Wydziale Szkolenia i Egzaminowania Aplikantów Prokuratorskich, gdzie prowadził szkolenia; będąc opiekunem średnio 50-osobowych grup aplikantów uczestniczył w 10 sesjach wyjazdowych do ośrodków w Okunince, Ustce i Popowie, gdzie jego podopieczni zdawali egzaminy prokuratorskie.
Od 1991 Wojciech Kotowski był rzeczywistym członkiem Stowarzyszenia Dziennikarzy Rzeczypospolitej Polskiej. Był także członkiem Polskiego Towarzystwa Kryminalistycznego. W 1997 bez powodzenia ubiegał się o mandat posła na Sejm w okręgu podwarszawskim z listy Unii Pracy.
Wojciech Kotowski był współtwórcą i redaktorem naczelnym czasopisma Paragraf na Drodze. Prawne i kryminalistyczne problemy ruchu drogowego wydawanego przez Wydawnictwo Instytut Ekspertyz Sądowych im. Prof. Jana Sehna w Krakowie. Jako redaktor naczelny ww. periodyku był jednym z inicjatorów akcji Kto wpada w oczy, nie wpada pod koła mającej na celu zwiększenie bezpieczeństwa uczniów poruszających się po zmroku na niedostatecznie oświetlonych ulicach Jest także współtwórcą miesięcznika Orzecznictwo Sądów Apelacyjnych w Radzie Naukowej którego obecnie zasiada. W 2008 Naczelna Rada Adwokacka powierzyła Wojciechowi Kotowskiemu stałą rubrykę pt. Problematyka wypadków drogowych w wydawanym czasopiśmie Palestra. W 2017 Wojciech Kotowski został zatrudniony jako ekspert do spraw prawnych aspektów wypadków drogowych w Kancelarii Adwokackiej Adwokata Michała Pomorskiego w Warszawie.
W 2018 Wojciech Kotowski został powołany do pełnienia funkcji redaktora naczelnego w czasopiśmie Przedsiębiorstwo i Prawo.

## Publikacje
Dorobek naukowy Wojciecha Kotowskiego osiągnął (według stanu na dzień. 15 lipca 2018) liczbę 1032 publikacji, tj. książki, artykuły, recenzje, głosy.
Wojciech Kotowski jest autorem m.in. następujących publikacji:
- Przestępstwa i wykroczenia drogowe. Analiza zdarzeń, Dom Wydawniczy ABC, Warszawa, 2001[16][17][18];
- Prawo o ruchu drogowym. Komentarz, Wolters Kluwer[16], Warszawa, 2002[19], 2004[20], 2011[21][22];
- Kodeks wykroczeń. Komentarz, Wolters Kluwer[16], Warszawa, 2004[23][24][25], 2007[26], 2009[27];

- Ochrona osób i mienia. Komentarz, Wolters Kluwer, Warszawa, 2004[16][28];
- Straże gminne. Komentarz, Wolters Kluwer, Warszawa, 2004[29], 2014[30];
- Ustawa o Policji. Komentarz, Wolters Kluwer[16], Warszawa, 2004[31], 2008, 2012[32];
- Wykroczenia drogowe. Komentarz, C.H. Beck, Warszawa, 2005[33][34];
- Zasady bezpieczeństwa w ruchu drogowym. Komentarz, C.H. Beck, Warszawa, 2005[35][36];
- Przestępstwa drogowe. Komentarz, C.H. Beck, Warszawa, 2006[37];
- Prawne problemy ruchu drogowego. Komentarz, C.H. Beck, Warszawa, 2007[16][38][39];
- Kodeks Drogowy, LexisNexis, Warszawa, 2009, 2014[40][41][42];
- Uprawnienia mandatowe. Komentarz, Wolters Kluwer[16][43], Warszawa, 2011[44];
- Ustawa o kierujących pojazdami. Komentarz, Wolters Kluwer, Warszawa, 2013[45];
- Ustawa z dnia 24 lipca 2015 r. – Prawo o zgromadzeniach (Dz. U. poz. 1485). Komentarz[46][47]. Wydawnictwo Rondo, Bielsko – Biała, 2015[48];
- Zatrudnianie osób pozbawionych wolności. Komentarz, Stan prawny na 15 lipca 2013 r.[49][50], Wolters Kluwer, Warszawa, 2013[51];

- Problematyka wypadków drogowych, Biblioteka „PALESTRY”[52][53], Warszawa, 2016[54];

Jest współautorem m.in. następujących publikacji:
- Motor, rower, motorower, wyd. Infor, Warszawa, 1994[55];
- Kolizje i wypadki drogowe: przepisy prawne, objaśnienia, przykłady, wzory pism procesowych, wyd. Infor, Warszawa, 1995[56];

- Prawo o ruchu drogowym w praktyce, wyd. Infor, Warszawa, 1999[57];
- Drogi publiczne Komentarz, wyd ABC, Warszawa, 2004[58];
- Żandarmeria wojskowa i wojskowe organy porządkowe. Komentarz praktyczny, Dom Wydawniczy ABC, Warszawa, 2005[59];
- Wykroczenia pozakodeksowe. Komentarz, LexisNexis[60], Warszawa, 2006[61], 2008[62];
- Ustawa o przeciwdziałaniu narkomanii Komentarz, LexisNexis[63], Warszawa, 2006, 2013[64];
- Przestępstwa pozakodeksowe. Komentarz, LexisNexis, Warszawa, 2007[65];
- Kodeks karny skarbowy. Komentarz, LexisNexis[66], Warszawa, 2006[67], 2007[68];
- Kodeks postępowania w sprawach o wykroczenia. Komentarz, C.H. Beck, Warszawa 2007[69], 2014[70], 2016[71];
- Dozór elektroniczny. Komentarz praktyczny, LexisNexis, Warszawa, 2009[72];
- Inspekcja transportu drogowego, Difin, Warszawa, 2009[73][74];
- Bezpieczeństwo imprez masowych Komentarz do ustawy o bezpieczeństwie imprez masowych, Difin, Warszawa, 2009[75], 2010[76], 2012;
- Bezpieczeństwo produktów: komentarz do ustawy o ogólnym bezpieczeństwie produktów, Difin, Warszawa, 2010[77][78];
- Związki zawodowe Komentarz do ustawy o związkach zawodowych, Difin, Warszawa, 2012[79], 2015[80];
- Zarys metodyki pracy Sędziego w sprawach karnych, LexisNexis, Warszawa, 2008[81], 2011[82], 2013[83];
- Drogi publiczne: budowa, utrzymanie, finansowanie, C.H. Beck, Warszawa, 2014[84];
- Prawo o Prokuraturze. Komentarz, Wolters Kluwer, Warszawa, 2017[85][86];
- Przestępstwa karuzelowe i inne oszustwa w VAT, Wolters Kluwer, Warszawa, 2017[87];
- Hulajnogi elektryczne oraz inne mikropojazdy: regulacje prawne i rozwiązania samorządowe, Wolters Kluwer, Warszawa, 2020[9].